# Ынтымак (Ерейментауский район)
Ынтыма́к (каз. Ынтымақ, до 2018 года — Новокаменка) — село в Ерейментауском районе Акмолинской области Казахстана. Входит в состав сельского округа имени Олжабай батыра. Код КАТО — 114637400.

## География
Село расположено в южной части района, на расстоянии примерно 50 километров (по прямой) к югу от административного центра района — города Ерейментау, в 19 километрах к юго-востоку от административного центра сельского округа — аула Олжабай батыра.
Абсолютная высота — 545 метров над уровнем моря.
Ближайшие населённые пункты: село Куншалган — на юго-востоке.
Близ села проходит проселочная дорога «Турген — Еркиншилик».

## Население
В 1989 году население села составляло 279 человек (из них казахи — 45 %).
В 1999 году население села составляло 258 человек (135 мужчин и 123 женщины). По данным переписи 2009 года, в селе проживало 180 человек (97 мужчин и 83 женщины).
| Численность населения | Численность населения | Численность населения |
| 1989                  | 1999                  | 2009                  |
| --------------------- | --------------------- | --------------------- |
| 279                   | ↘258                  | ↘180                  |

## Улицы[6]
- ул. им. Рахымжана Кошкарбаева